# Jaciment arqueològic de l'Alcúdia
El jaciment arqueològic de l'Alcúdia està situat a les proximitats de la ciutat d'Elx, al costat del riu Vinalopó, i acull la ciutat antiga d'Elx, Ílici, fundada com a oppidum ibèric al segle v aC i abandonada cap al segle viii, quan es fundà la nova ciutat una mica més al nord, al barri vell d'Elx.
Segons les dades trobades, la seqüència estratigràfica abasta des de finals de l'edat del bronze fins a començament de l'època islàmica, encara que també s'han trobat en les proximitats materials neolítics.
L'assentament arriba al seu major apogeu en les èpoques ibèrica i romana. Possiblement, seria la principal ciutat de la regió ibèrica i, en concret, de la seua part meridional; la seua influència arribaria al centre i sud de la província d'Alacant i a zones limítrofes d'Albacete i Múrcia.